# 巴利沃纳猎龙属
巴利沃纳猎龙（属名：Vallibonavenatrix，意为“巴利沃纳的女猎人”，以化石发现地附近的城市命名）是棘龙科棘龙亚科恐龙的一个属，生存于1.294亿至1.25亿年前早白垩世（巴列姆阶）的西班牙。模式种兼唯一种是加诺巴利沃纳猎龙（Vallibonavenatrix cani），所知于部分骨骼。

## 发现与命名
20世纪80年代末和90年代初，业余化石猎人胡安·加诺·福尔纳（Juan Cano Forner）在西班牙卡斯特利翁省埃斯波特斯自然公园（Els Ports Natural Park）各区域采集化石，并于其中一处地点即巴利沃纳的圣阿圭达地（Santa Águeda locality）挖出大量中生代脊椎动物遗骸，其中部分属于恐龙化石。福尔纳将这些化石加入桑特马特乌德尔迈斯特拉特的一个私人收藏中，后者于1994年被瓦伦西亚加泰罗尼亚自治政府承认为博物馆收藏。2007年，西班牙古生物学家费尔南多·戈梅兹-费尔南德斯（Fernando Gómez-Fernández）和同事发表了福尔纳收藏中一块兽脚类骨盆的临时描述。同一标本中的其它化石包括：一节颈椎、六节背椎、一个几乎完整的骶骨、神经突碎片、四节尾椎、十根部分肋骨和肋骨碎片、三个不完整的人字骨、一个几乎完整的左髂骨（臀部主要骨骼）、右髂骨腹侧碎片、不完整的右和左坐骨（臀部下侧最后方的骨骼）及一块鉴别为属于耻骨近端部位的碎片。
2019，伊丽莎白·玛拉法亚（Elisabete Malafaia）和同事发表了棘龙科新属新种加诺巴利沃纳猎龙（Vallibonavenatrix cani）的物种描述，并将上文提到的部分骨骼选为正模标本。属名取自城市名巴利沃纳和拉丁语后缀“-venatrix”（意为“女猎人”），种名致敬化石发现者加诺·福尔纳。本属代表伊比利亚半岛发现的最完整棘龙科标本。伊比利亚的其它棘龙科还包括重爪龙、卡马利亚斯龙和伊比利亚棘龙。

## 描述

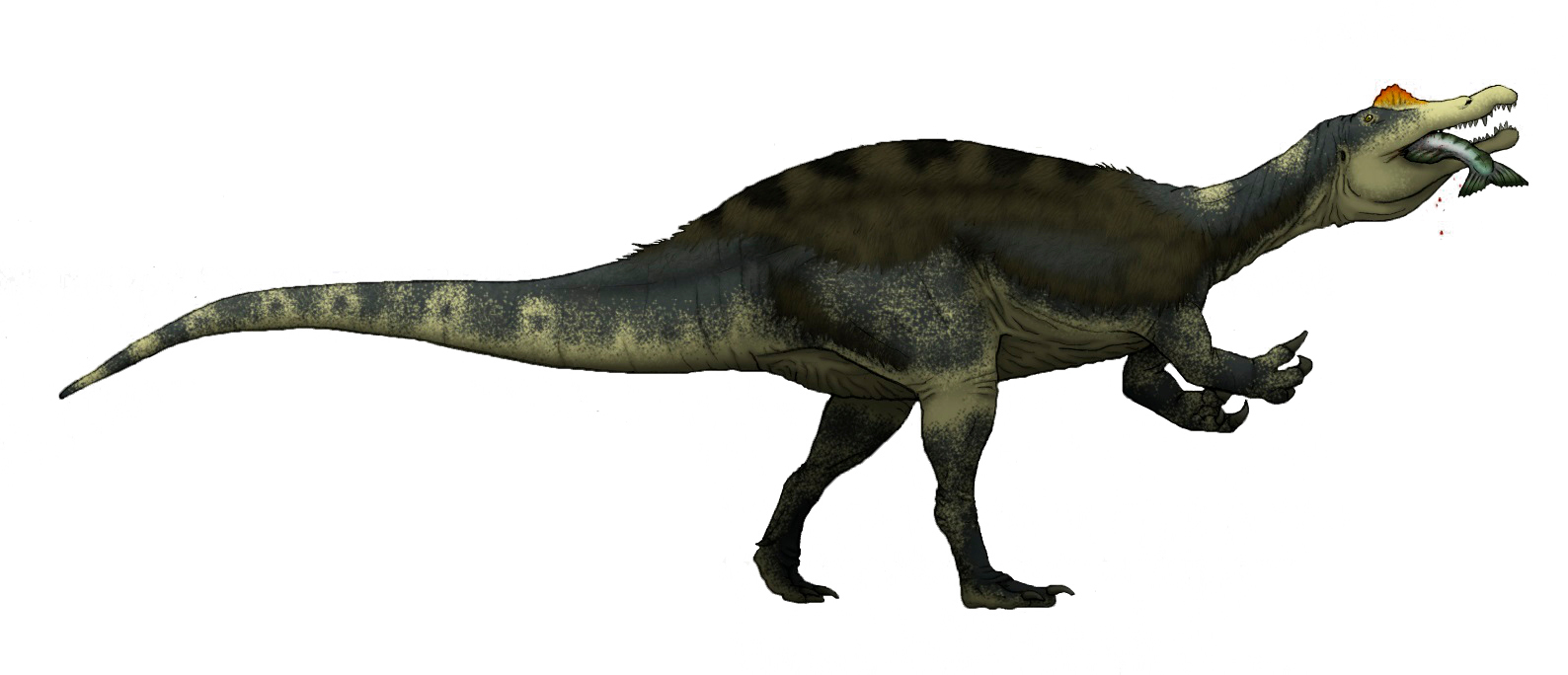
巴利沃纳猎龙吃鱼的复原图

巴利沃纳猎龙是种中型双足食肉动物。背椎上的神经棘向上突出且高度中等，一根已知神经棘从下向上像扇子般呈梯形扩张，类似棘龙科的鱼猎龙。两者神经棘形态的相似性可能表明巴利沃纳猎龙具有细长神经棘形成的背帆，这在其它棘龙科中相当常见。巴利沃纳猎龙骶骨具有较深的侧凹和气腔。骨盆中的坐骨亦呈高度气腔化，并有较大空腔。

## 分类

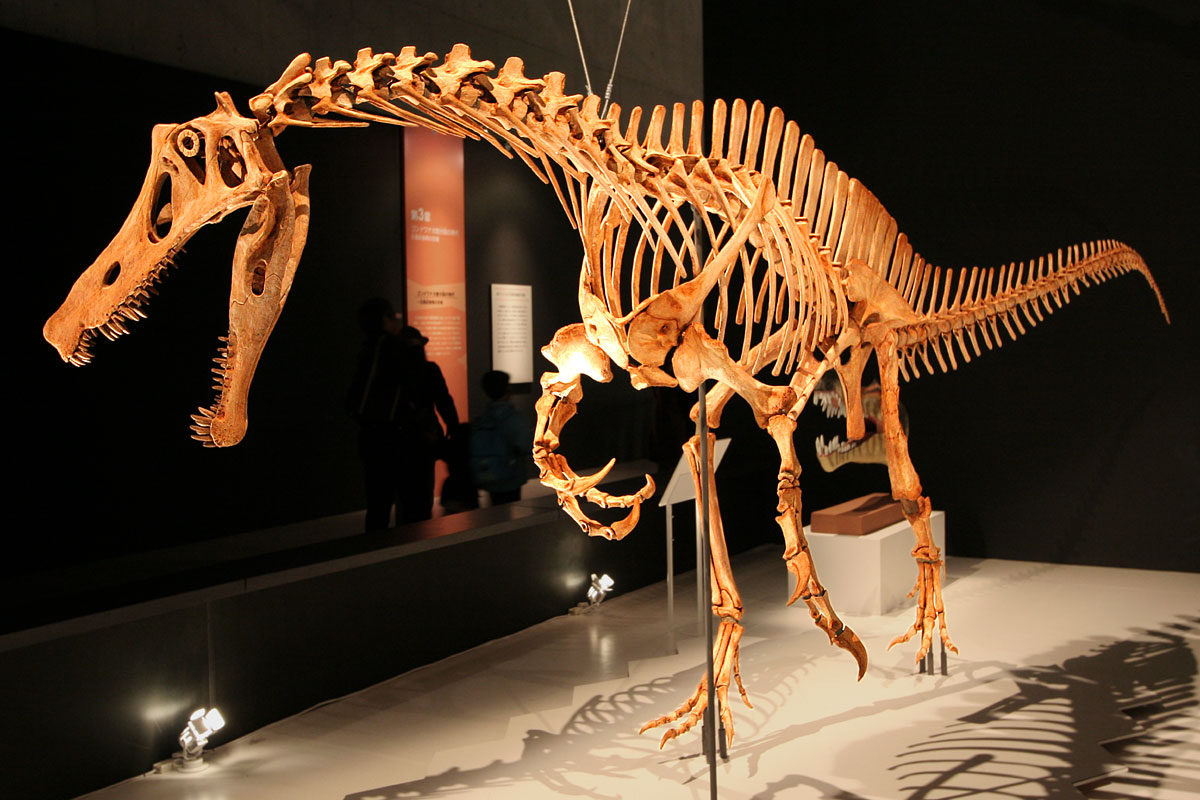
棘龙亚科鱼猎龙骨骼重建，位于东京国立自然科学博物馆

2019年，玛拉法亚及其团队将本属归入棘龙科——大型坚尾龙类的一个科，传统上分为棘龙亚科和重爪龙亚科这两个亚科。虽然外形很像欧洲重爪龙亚科，如来自巴列姆阶西班牙和英国的重爪龙，但研究发现其与棘龙亚科如南方超大陆冈瓦纳古陆上的棘龙和激龙，以及亚洲的鱼猎龙属关系更近，因此玛拉法亚和同事将其归入棘龙亚科。分析结果如以下分支图所示：
|  | 崇高龙 Angaturama              |
|  |                                |
|  | 鱼猎龙 Ichthyovenator          |
|  |                                |
|  | 棘龙（MSNM V4047） Spinosaurus |
|  |                                |
|  | 棘龙（正模） Spinosaurus       |
|  |                                |
|  | 巴利沃纳猎龙 Vallibonavenatrix |
|  |                                |

|  | 重爪龙 Baryonyx             |
|  |                             |
|  | 斯基玛萨龙 Sigilmassasaurus |
|  |                             |
|  | 似鳄龙 Suchomimus           |
|  |                             |

|  | 崇高龙 Angaturama              |
|  |                                |
|  | 鱼猎龙 Ichthyovenator          |
|  |                                |
|  | 棘龙（MSNM V4047） Spinosaurus |
|  |                                |
|  | 棘龙（正模） Spinosaurus       |
|  |                                |
|  | 巴利沃纳猎龙 Vallibonavenatrix |
|  |                                |

|  | 重爪龙 Baryonyx             |
|  |                             |
|  | 斯基玛萨龙 Sigilmassasaurus |
|  |                             |
|  | 似鳄龙 Suchomimus           |
|  |                             |

然而，克里斯·巴克（Chris Barker）和同事于2021年发现，巴利沃纳猎龙会因分析类型（最大简约法或贝叶斯法）不同而出现在分支图上其它两个位置：要么作为最原始（最不特化）的棘龙科出现在棘龙亚科和重爪龙亚科之外，要么成为重爪龙亚科的一员。他们得出结论认为其系统发育位置不稳定。
与巴克等人的结果一样，奥克塔维欧·马帝尤斯（Octávio Mateus）和达略·埃斯特拉韦兹-洛佩兹（Darío Estraviz-López）2022年的一项研究并未发现巴利沃纳猎龙属于棘龙亚科。然而，某些解剖学特征或许表明其与棘龙亚科而非重爪龙亚科存在亲缘关系。

## 古生态学
巴利沃纳猎龙发现于莫雷利亚黏土组，其地质年龄可追溯至1.294至1.25亿年前的早白垩世巴列姆阶。与之共存于该环境中的其它恐龙包括鸟臀目的贝尼萨特禽龙和贝氏莫雷利亚齿龙、一种分类不明的蜥脚类及一种分类不明的重爪龙亚科。